# Friedrich von Bodenstedt
Friedrich Martin von Bodenstedt (Peine, 22 aprile 1819 – Wiesbaden, 19 aprile 1892) è stato uno scrittore tedesco.

## Biografia
Nacque nel regno di Hannover e fece pratica come mercante a Braunschweig studiando poi a Gottinga, Monaco di Baviera e Berlino.
La sua carriera fu determinata dal suo impiego, nel 1841, come tutore nella famiglia del Principe Gallitzin a Mosca, dove ottenne una conoscenza approfondita del russo. Ciò portò alla sua nomina, nel 1844, a capo di una scuola pubblica a Tbilisi, Governatorato di Tbilisi, oggi Georgia.
Approfittò dell'opportunità di vivere nei pressi della Persia per studiare la letteratura persiana, e tradurre e pubblicare, nel 1851, un volume di poesia sotto il titolo fantasioso, Die Lieder des Mirza Schaffy (tradotto poi in lingua inglese da Elsa d'Esterre-Keeling nel 1880). Il successo di questo lavoro può essere paragonato solo a quello di Edward FitzGerald Rubaiyat di ʿUmar Khayyām, prodotto in circostanze un po' simili, ma diverso da esso per essere immediato. Il libro ebbe 160 edizioni in Germania ed è stato tradotto in quasi tutte le lingue letterarie. La celebrità non è inesatta: anche se Bodenstedt non raggiunge l'elevazione poetica di Fitzgerald, la sua traduzione trasmette una visione più ampia, più allegra e più sana, mentre l'esecuzione è un modello di grazia.
Sebbene egli affermasse che il volume era la sua poesia, pubblicata sotto il travestimento orientale per guadagnare popolarità, si è sostenuto che il volume era una traduzione efficace di poesie persiane ed azere, di un poeta azero, ovvero di Mirza Shafi Vazeh.

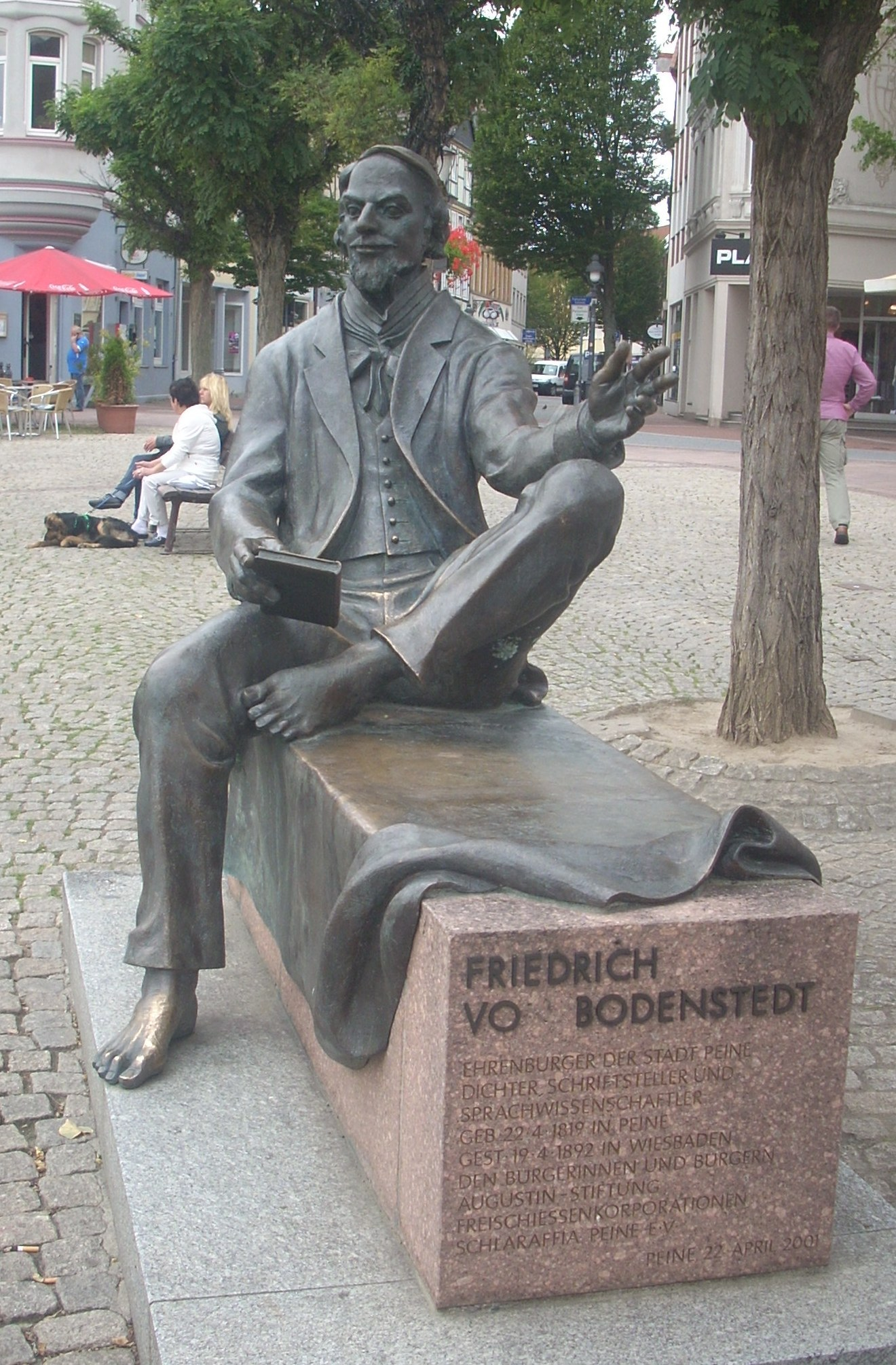
Statua di von Bodenstedt a Peine

Di ritorno dall'Oriente, Bodenstedt si dedicò, per qualche tempo, al giornalismo, sposò la figlia di un ufficiale dell'Assia (Matilde, la Edlitam dei suoi poemi), e nel 1854 venne nominato professore di slavo a Monaco di Baviera. Le ricche conoscenze che Bodenstedt riportò dall'Oriente gli consentirono la stesura di due importanti libri, Die Völker des Kaukasus und ihre Freiheits-Kämpfe gegen die Russen (1848) e Tausend und ein Tag im Orient (1850).
Per un po' di tempo Bodenstedt continuò a dedicarsi a soggetti slavi, traduzioni di Puškin, Lermontov, Turgenev e dei poeti dell'Ucraina e scrisse una tragedia sul Falso Dimitri e un epico "Ada die Lesghierin" su un tema circasso. Probabilmente trovando questa vena esaurita, cambiò il suo insegnamento, nel 1858, passando ad insegnare letteratura inglese, pubblicando (1858-1860) un lavoro prezioso sui drammaturghi inglesi contemporanei a Shakespeare, con copiose traduzioni. Nel 1862 produsse una traduzione dei sonetti di Shakespeare e tra il 1866 e il 1872 pubblicò una versione completa delle opere teatrali, con l'aiuto di molti coadiutori.
Nel 1867 assunse la direzione del teatro di corte a Meiningen e fu nobilitato dal duca. Dopo il 1873 visse successivamente ad Altona, Berlino e Wiesbaden, dove morì il 19 aprile 1892. Le sue ultime opere consistono in un'autobiografia (1888), traduzioni da Hafez e ʿUmar Khayyām, e poesia e opere teatrali che aggiunsero poco alla sua reputazione.
Dal 1879 al 1880 viaggiò per gli Stati Uniti d'America e al ritorno, nel 1882, pubblicò il suo resoconto del viaggio a Lipsia, sotto il titolo di Vom Atlantischen zum Stillen Ozean (Dall'Atlantico al Pacifico).
Un'edizione delle sue opere, in 12 volumi, fu pubblicata a Berlino (1866–1869), e il Erzählungen und Romane a Jena (1871–1872).

## Opere
- (DE)  Die Völker des Kaukasus und ihre Freiheitskämpfe gegen die Russen (1849) (Il popolo del Caucaso e la sua lotta contro i russi)
- (DE)  Ada, die Lesghierin: Ein Gedicht (1853) (Ada la lezgina: un poema)
- (DE)  Shakespeare's zeitgenossen und ihre werke; in charakteristiken und übersetzungen (1858) (Contemporanei di Shakespeare e le loro opere)
- (DE)  Duftkörner aus persischen Dichtern gesammelt (1860)  (Gemme di poeti persiani)
- Raccolta (1865): (DE)  Vol. 1-2, Vol. 3-4, Vol. 5-6, Vol. 7-8, Vol. 9-10, Vol. 11-12
- (DE)  Die Lieder des Mirza-Schaffy (1875) (Le canzoni di Mirza Shafi)
- (DE)  Aus dem Nachlasse Mirza Schaffy's (Dai racconti di Mirza Shafi)
- (DE)  Die Lieder und Sprüche des Omar Chajjam (1881) (Omar Khayam)
- (DE)  Vom Atlantischen zum Stillen Ocean (1882) (Dall'Atlantico al Pacifico)
- (DE)  Aus Morgenland und Abendland, neue Gedichte und Sprüche (1884) (Da Oriente a Occidente, nuovi poemi e proverbi)
- (DE)  Erinnerungen aus meinem Leben (1890) (Memorie della mia vita)

### Edizioni italiane
- Il canzoniere di Mirza Sciaffì, di Federico Bodenstedt; traduzione di C. Sapienza e D. Ciampoli, G. Carabba, Lanciano 1912.[5]